# Kauswagan
Kauswagan est une localité de la province de Lanao du Nord, aux Philippines. En 2015, elle compte 26 278 habitants.